# جيتا سيريني
غيتا سيريني، البنك المركزي (13 مارس 1921)  –  14 يونيو 2012) كانت سيرة ومؤرخة وصحفية استقصائية نمساوية بريطانية اشتهرت بمقابلاتها وملامح شخصيات سيئة السمعة، بما في ذلك ماري بيل، التي أدينت في عام 1968 بقتل طفلين عندما كانت طفلة، وفرانز ستانغل، قائد معسكر الإبادة في تريبلينكا.
ولدت ونشأت في النمسا في البداية، وكانت مؤلفة لخمسة كتب، منها "حالة ماري بيل: صورة لطفل قتل" (1972) وألبرت شبير: معركته مع الحقيقة (1995).
حصلت سيري على جائزة Duff Cooper وجائزة James Tait Black Memorial Award عن كتابها عن ألبرت شبير في عام 1995 وجائزة Stig Dagerman في عام 2002. تم تعيينها كقائدة وسام الإمبراطورية البريطانية في عام 2004 لخدمات الصحافة.

## الموت
توفي غيتا سيريني في 14 يونيو 2012 عن عمر يناهز 91 عامًا بينما كانت في مستشفى أدينبروك في كامبريدج بعد مرض طويل. 